# سوق الخضرة
سوق الخضرة هو أحد أسواق المدينة العتيقة بصفاقس. يقع هذا السوق في النهج الذي يحاذي الجامع الكبير.
متكون من عديد الحوانيت الموزعة على طول النهج. وتباع فيه الخضر والغلال التي تنتجها جهة صفاقس وضواحيها.
يفتح هذا السوق في الصباح فقط.